# 豬鼻龜
豬鼻龜（學名：Carettochelys insculpta），亦稱飞河龟及大洋洲豬鼻龜，是兩爪鱉科兩爪鱉屬的唯一一種。
豬鼻龜是唯一完全水棲的淡水龜類，由原本陸棲經常長時間演化水水棲。

## 特徵

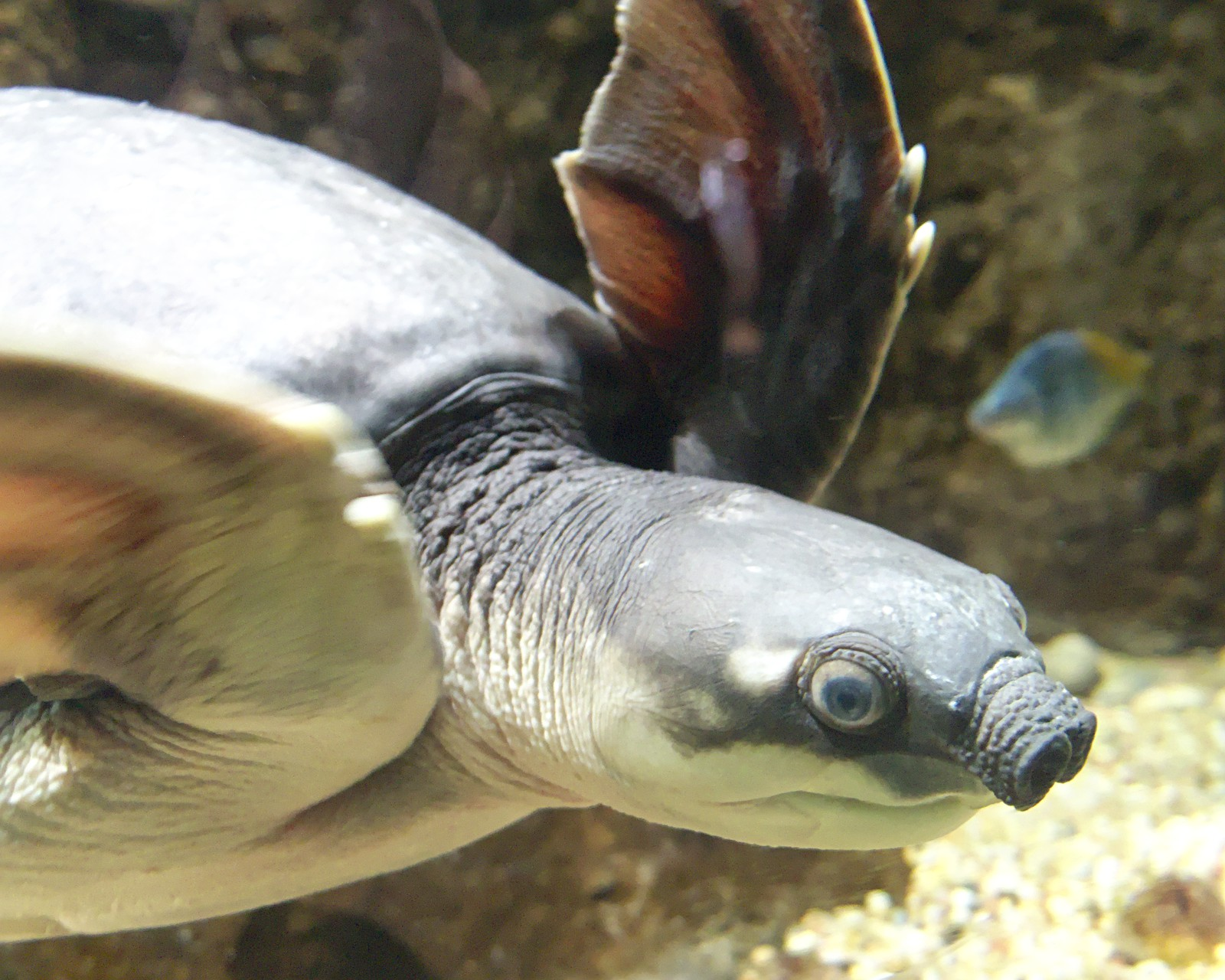
鼻部

豬鼻龜是淡水烏龜，在淡水龜世界中與別不同。這是除海龜以外最好水生生活的龜類。背甲的顏色一般為灰色或橄欖色，皮革有紋理，而腹甲呈奶油色。腳趾間有腳蹼，類似海龜。鼻子看起來像一隻豬，因而得名。雄性的尾巴較長而窄，可以就此區別兩性。豬鼻龜可以生長到殼長大約70厘米（28英寸），重量超過20公斤（44磅）。
在不同的屬的龜鱉中，只有豬鼻龜保留一個半球形的骨甲殼下面的革質皮膚，而不是龜板。他們還保留了堅實的腹甲，強大的骨架連接的甲殼，是淡水龜中絕無僅有的。

## 習性
豬鼻龜是雜食動物，吃各種各樣的植物和肉類，包括無花果的果實和葉子、甲殼類動物、軟體動物和昆蟲。雌性可以生長至18歲，雄性則為16歲。他們會在乾燥的季節產卵，並產於沙質河岸。他們的後代會保持蛋內，處於休眠狀態，直到條件合適才破殼而出。而氣壓突然下降則會觸發蛋的孵化，一場風暴亦即將到來；幼龜通常也因而在同一時間孵化，有助牠們挖的沙子的表面而順利下水。

## 人工飼養
豬鼻龜可以通過圈養繁殖而出售作飼養用途。雖然生長緩慢，加上飼養成本高和成長後體型龐大，使它們只適合經驗豐富飼養者飼養。他們往往是害羞的，容易在飼養環境下產生壓力。他們得易容易生病，這可能會導致其進食出現問題；他們會食人工龜糧或鮭魚飼料，以及各種水果和蔬菜。對飼養者而言，很少機會可以成功繁殖豬鼻龜，因成體有高度侵略性及會攻擊對方，因而繁殖需要極大的飼養空間。

## 保育狀況
2004年，豬鼻龜首次登上世界自然基金會公佈十大瀕危物種的前十名，豬鼻龜僅產於澳大利亞北部、印尼和巴布亞新幾內亞，數量本來就比較稀少。近幾年來，這種龜以其獨特的長相成為寵物市場的新寵，也因此招致人們瘋狂的捕撈，使野生數量急速減少。
其被列為《瀕危野生動植物種國際貿易公約》附錄二的物種，被限制出口及貿易。

## 外部連結
IUCN紅色名錄上的資料 （页面存档备份，存于）